# 鶴崎神社 (早島町)
鶴崎神社（つるさきじんじゃ）は、岡山県都窪郡早島町にある神社。

## 歴史
- 1350年（貞和6年）、吉備津神社から大吉備津彦命荒魂を勧請し創建。

## 社宝
- 上野寛永寺絵馬（1716年、町指定重要文化財）
- 早島十景扁額（1890年、町指定重要文化財）
- 東参道常夜灯（1856年、町指定重要文化財）

## 参考資料
- 『吉備の国寺社巡り』山陽新聞社（2011年）

鶴崎神社ホームページ
http://turusaki2.web.fc2.com/

## 周辺施設
- 花ござ手織り伝承館